# Port au Choix
Port au Choix es un pueblo canadiense situado en la provincia de Terranova y Labrador.

## Superficie
Port au Choix tiene una superficie de 35,56 km².

## Demografía
En 2021, tenía 742 habitantes, una densidad poblacional de 20,9 hab./km², y 395 viviendas.